# Marcos Mateo
Marcos Aurelio Mateo Lora (nacido el 18 de abril de 1984 en San Cristóbal) es un lanzador derecho dominicano que actualmente es agente libre. Ha jugado en las Grandes Ligas de béisbol (MLB) para los Chicago Cubs y en Nippon Professional Baseball (NPB) para los Hanshin Tigers.

## Carrera

### Cincinnati Reds
En 2004, Mateo fue firmado como amateur por los Rojos de Cincinnati. Al unirse a los Rojos,  Mateo fue enviado a uno de sus equipos afiliados en nivel de novato de ligas menores, Arizona League Reds. En una temporada con los Arizona League Reds, lanzó en 13 partidos, tuvo un récord de 4-3, una efectividad de 4.30, y un WHIP de 1.46. Para la temporada 2006, se unió a Billings Mustangs en la Pioneer Baseball League, donde en 18 partidos, tuvo récord de 5-1 con una efectividad de 4.30 y un WHIP 1.40. Luego se unió al equipo Clase-A Dayton Dragons en 2007, donde tuvo una efectividad de 3.50, ponchó a 63, y un WHIP de 1.278 en 41 partidos.

### Chicago Cubs
El 12 de septiembre de 2007, después de que la temporada en Dayton había terminado, Mateo fue cambiado a los Cachorros de Chicago como el jugador a ser nombrado más tarde en el canje que envió al jardinero Buck Coats a los Rojos el 30 de agosto.
Para comenzar la temporada 2008, Mateo fue enviado a Clase-A con Peoria Chiefs. En ocho partidos, ponchó a 20 bateadores en 15 entradas lanzadas, lo que motivó que lo enviaran a Clase-A avanzada con Daytona Cubs. Mateo lanzó en 25 partidos en Daytona, registrando una efectividad de 3.57, un WHIP de 1.31 y ponchó a 65. Su actuación tanto con Peoria como con Daytona llevó a que lo agregaran al roster de 40 jugadores el 11 de noviembre para protegerlo de ser seleccionado en la Regla 5. MLB.com, al mismo tiempo, consideró a Mateo como un "prospecto" para los Cachorros. Mateo comenzó la temporada 2009 con Daytona de nuevo, pero fue promovido rápidamente después de no permitir una carrera en nueve entradas. Según informes, los Cachorros quería probarlo como abridor antes de llamarlo desde Doble-A. El 26 de abril, Mateo hizo su debut con Tennessee Smokies, en Doble-A. Lanzó 3 innings y dos tercios para los Smokies, dio cuatro boletos y ponchó a uno, pero solo permitió una carrera. En 34 juegos en total para Tennessee, haría un total de 13 aperturas y terminó la temporada con una efectividad de 4.07, un WHIP de 1.44, y 70 ponches en 97.1 entradas lanzadas.
Mateo comenzó la temporada 2010 con Tennessee, registrando una efectividad de 2.18, un WHIP de 1.258, y ponchó a 29, antes de ser llamado a Triple-A por Iowa Cubs a finales de julio. Lanzó ocho juegos para Iowa, antes de ser llamado a los Cachorros de Chicago el 9 de agosto de 2010, reemplazando Mitch Atkins en el roster de 25 jugadores. En su debut en Grandes Ligas, Mateo entró en el juego en la 11.ª entrada y permitió un elevado de sacrificio de Pat Burrell de los Gigantes de San Francisco, lo que permitió que los Gigantes anotaran la carrera del triunfo. Mateo había entregado dos hits y un boleto para llenar las bases antes de que Burrell remolcara la carrera del triunfo. Lanzaría en 20 más juegos para Chicago en 2010, registrando una efectividad de 5.82, un WHIP de 1.338, ponchando a 26 en 21.2 entradas de trabajo.
Durante los entrenamientos de primavera de 2011, Mateo estuvo en el roster por un puesto en el bullpen y estuvo en una competencia con los veteranos Carlos Silva y Braden Looper por el lugar en el equipo. Sin embargo, el 26 de marzo, Mateo terminó ganando la batalla ya que ambos Looper y Silva fueron liberados por el equipo.